# 특수부대 목록
다음은 국가별 군대의 특수부대 목록이다. 정리된 순서는 한국어 기준으로 'ㄱ'에서 'ㅎ'까지 내림차순이다.
관련된 다른 목록에 대해서는 아래를 참조하라.
- 해체된 특수부대 목록
- 경찰 특공대 목록

## 그리스
- 그리스 육군
  - 제1레이더/낙하산병여단
- 그리스 해군
  - 수중폭파사령부
- 공군
  - 제31특수작전비행대대

## 남아프리카 공화국
- 육군
  - 제1공수특전단
  - 남아프리카 특수전여단

## 뉴질랜드
- 육군
  - 뉴질랜드 SAS

## 노르웨이
- 국방부
  - Forsvarets Spesialkommando (FSK)
- 왕립 육군
  - Hærens Jegerkommando
- 왕립 해군
  - Kystjegerkommandoen
  - Marinejegerkommandoen

## 네덜란드
- 왕립 육군
  - Korps Commandotroepen
- 왕립 해병대
  - 해병특전대 (Unit Interventie Mariniers)
- 왕립보안청
  - 특수 보호 기동 여단

## 대한민국
- 국방부
  - 국군정보사령부
    - 예하 특수임무부대(과거명 HID/UDU)
- 대한민국 육군
  - 특수전사령부
    - 제1공수특전여단
    - 제3공수특전여단
    - 제7공수특전여단
    - 제9공수특전여단
    - 제11공수특전여단
    - 제13특수임무여단
    - 국제평화지원단 (舊 제5공수특전여단)
    - 제707특수임무단
- 대한민국 해군
  - UDT 해군특수전전단
  - SSU 해난구조전대
  - EOD 폭발물처리대
- 대한민국 해병대
  - 해병대 특수수색대대
- 대한민국 공군
  - KCCT 공정통제사
  - SART 제6탐색구조비행전대

### 해병대 신속기동부대와 관련된 외국 언론의 오보와 영어 위키백과에서의 허위 정보 전파
2016년 3월 10일, 대한민국 언론에서 해병대 1사단에 연대급 신속기동부대 (별칭 '스파르탄 3000')가 편성되었다는 보도를 한 이후 연합뉴스의 보도를 인용한 영국 데일리 텔레그래프와 미국 디플로맷츠 두 언론사에서 원문에는 없는 내용인 대한민국이 북한에 침투하여 특수작전을 펼치는 '스파르탄 3000'이라는 이름의 특수부대를 창설했다는 내용의 번역 오류 혹은 의도적 과장 기사를 발행하였다.
그 후 2017년 9월 4일, 송영무 국방장관이 김정은 등 북 지도부 참수작전을 실행할 특수부대를 2017년 12월에 창설을 한다고 국회 국방위에서 발표한 후 뉴질랜드 헤럴드를 비롯한 일부 외국 언론에서 오해를 하여 대한민국에서 '스파르탄 3000'이라는 명칭의 참수작전을 실행하는 특수부대로 2017년 연말에 창설될 것이라는 오보를 발행하였다.
'스파르탄 3000'은 현재의 해병대 신속기동부대가 2016년 3월에 편성되었을 당시 사용한 임시 별칭있었을뿐이며실제로 북 지도부 참수작전을 임무로 하는 특수부대는 육군특수전사령부 예하의 소위 '김정은 참수부대'로 불리는 제13특수임무여단으로 2017년 12월 1일에 창설되었다.
그리고 영어 위키백과의 외국인 유저가 위에 설명한 외국 언론의 오보 기사들을 이용하여 영어 위키백과 'List of military special forces units (특수부대 목록)' 문서에 'Spartan 3000(스파르탄 3000)'을 대한민국의 특수부대 중 하나라고 등재시켰다.
그 후 동일 외국인 유저가 '스파르탄 3000' 삭제 토론에서 제시된 국민신문고를 통한 대한민국 해병대의 공식 답변과 한국 언론 기사를 무시하고 편집을 계속 되돌리며
오히려 '김정은 참수부대'로 불리는 제13특수임무여단 창설을 다룬 2017년 9월 12일자 뉴욕 타임즈 기사
를 '스파르탄 3000'의 근거자료로 속이기까지 하면서 계속해서 대한민국 해병대와 관련된 허위 정보를 전세계에 전파시키고 있다.

## 덴마크
- 왕립 육군
  - Jægerkorpset (hunter corps or ranger corps)
  - 보호대
- 왕립 해군
  - Slædepatruljen Sirius
  - Frømandskorpset
- 향토방위군
  - 특수 지원 및 수색 중대

## 독일
- 독일 육군
  - 특수부대사령부 (KSK)
  - 제200특수관측수색교육중대
  - 항공회전익특수작전부대
- 해군
  - Kampfschwimmer
  - 해군 경호 부대

## 라트비아
- 지상군
  - 라트비아 특수 기동대
  - 오메가

## 러시아
- 러시아 연방군 스페츠나츠
  - 특수작전군
  - 총정보부 스페츠나츠
- 러시아 육군
  - 제2스페츠나츠여단
  - 제3스페츠나츠여단
  - 제14스페츠나츠여단
  - 제16스페츠나츠여단
  - 제22스페츠나츠여단
  - 제24스페츠나츠여단
  - 제25스페츠나츠여단
- 러시아 해군 Russian commando frogmen (OMRP)
- 공수군 제45스페츠나츠여단

## 미국
- 미국 특수작전사령부
  - 합동특수작전사령부 (JSOC)
    - 제1특수부대작전분견대 델타 (델타 포스)
    - 제75레인저연대 연대수색중대
    - 해군특수전개발단 (옛 씰6팀, DEVGRU)
    - 제724특수전술단 (724th STG)
    - 항공 전술 평가단 (AVTEG)
    - 비행개념부서 (Flight Concepts Division; FCD)

  - 제66항공작전비행대대 (66th AOS)
  - 기술 적용 프로그램국 (TAPO, JSOC의 기술 정보 부대)
  - 표적화 및 분석 센터 (Targeting and Analysis Center; TAAC)
  - 합동통신부대 (JCU)
  - JSOC 정보 여단 (JIB)
  - 첩보지원부서 ("The Activity")
  - 제19정보비행대대
  - JSOC 특수작전물자지원부대 (SOLSE)
- 미국 육군특수작전사령부 (USASOC)
  - 제1특전사령부
    - 특전단 (그린베레)
    - 제75레인저연대
    - 특수작전항공사령부
      - 제160특수작전항공연대 (나이트 스토커스)

  - 존 F. 케네디 특수전센터학교
  - 제95민사여단
  - 제4심리작전단
  - 제8심리작전단
- 해군특수전사령부 (NAVSPECWARCOM)
  - 네이비 실 (Navy SEALs)
  - 특수전주정승무원 (SWCCs)
  - 해군 폭발물 처리대
- 공군특수작전사령부 (AFSOC)
  - 공군 특수작전기상기술진
  - 전술항공통제부대
  - 전투통제반 (CCT)
  - 낙하산구조대
  - 제24특수전술비행대대
  - 미국 공군특수수사국 전략비정규전술팀
- 해병대 특수작전사령부 (MARSOC)
  - 해병레이더연대
  - 해병특수전지원단
  - 해병특수전학교

## 바하마
- 코만도 편대

## 방글라데시
- 육군
  - 제1낙하산코만도대대
  - 검은 독수리 대대 (Black Eagle Battalion)
- 해군
  - 해군 특전대

## 불가리아
- 공수 특전 여단

## 브라질
- 브라질 육군 특수부대
- 브라질 해병 특전대 (COMANF)

## 세르비아
- 제72특전대대

## 아르헨티나
- 제601특전중대

## 아일랜드
- 아일랜드 육군 레인저 Wing

## 영국
- 영국 육군
  - 공수특전단 (SAS)
  - 제18통신연대
  - 특수정찰연대
  - 특수부대지원단
- 영국 해군
  - 해군 특전대 (SBS)
- 영국 공군
  - 합동 특수부대 항공단

## 오스트레일리아
- SAS 연대

## 오스트리아
- Jagdkommando

## 이스라엘
- Sayeret Maglan
- Sayeret Tzanhanim
- Sayeret Matkal
- Shaldag
- Shayetet 13

## 이탈리아
- 이탈리아 해군 특수 부대 (COMSUBIN)
- GIS or the Special Intervention Group (Gruppo di Intervento Speciale) of the Italian Carabinieri

## 인도
- 인도 공수특전대
- 인도 해군특전대 (MARCOS)

## 인도네시아
- 육군 특수부대 Komando Pasukan Khusus (KOPASSUS)
  - 육군 대테러부대 Detasemen Khusus 81
- 해군 특수부대 Komando Pasukan Katak (KOPASKA)
- 공군 특수부대 Komando Pasukan Gerak Cepat (KOPASGAT)
  - 공군 대테러부대 브라보 90 Bravo Detachment 90

## 일본
- 육상자위대
  - 중앙즉응집단
    - 제1공정단
    - 중앙즉응연대
    - 특수작전군

  - 서부 방면 보통과연대
  - 쓰시마 경비대
- 해상자위대
  - 특별경비대
- 항공자위대
  - 기지 방어 교육편대

## 싱가포르
- 싱가포르 코만도

## 스리랑카
- 육군
  - 코만도연대
- 특수주정전대 (스리랑카)

## 스페인
- 스페인 경찰
  - 특수작전단(Grupos de Operaciones Especiales)
- Guardia Civil
  - 특별개입부대(Unidad Especial de Intervención)
- Unidad de Operaciones Especiales
- Grupo de Operaciones Especiales (특전단)

## 조선민주주의인민공화국
- 총참모부 특수작전대대
- 항공륙전려단
- 해상저격려단
- 정찰여단

## 캐나다
- 캐나다 특수작전연대
- 제427특수비행대
- 제2합동태스크포스 (JTF2)

## 튀르키예
- 터키 육군
  - 제1코만도여단(1. Komando Tugayı)
  - 핫카리 산악코만도여단(Hakkari Mountain and Commando Brigade)
- 터키 해군
  - 터키 해군 수중공격단 (Underwater Offence Group)
- 터키 공군
  - 전투탐색구조사령부
- 터키 국가헌병대 총사령부
  - 국가헌병대 특수작전사령부(Jandarma Özel Harekat Komutanlığı)
  - 국가헌병대 특수공안사령부(Jandarma Özel Asayiş Komutanlığ)

## 파키스탄
- SSG (Special Service Group)

## 포르투갈
- 포르투갈 육군 특수부대

## 폴란드
- 제1특전연대
- GROM

## 필리핀
- 제1레인저연대

1. ↑  해병대, 연대급 '신속기동부대' 편성…유사시 北 침투 임무
2. ↑  Rothwell, James (2016년 3월 21일). “South Korea unveils elite 'Spartan 3000' force as Kim Jong-un threatens to 'bury our enemies at sea'”. 《데일리 텔레그래프》. 2017년 2월 25일에 원본 문서에서 보존된 문서. 2023년 6월 18일에 확인함.
3. ↑  “South Korea Unveils New Elite Unit Of Marines”. 《The Diplomat》.
4. ↑  “송영무 "北지도부 참수작전 수행부대 12월1일 창설"”. 《Yonhap News Agency》. 2017년 9월 4일.
5. ↑  “Seoul seeks to develop ‘Frankenmissile’ targeting North Korea: sources”. 《코리아 헤럴드》. 2017년 9월 5일.
6. ↑  “South Korea Plans‘Decapitation Unit' to Try to Scare North's Leaders”. 《New York Times》. 2017년 9월 12일. 2023년 1월 15일에 원본 문서에서 보존된 문서. 2023년 6월 18일에 확인함.
7. ↑  “Spartan 3000: South Korea's elite decapitation unit”. 《뉴질랜드 헤럴드》. 2017년 9월 13일.
8. ↑  “There's an interesting reason South Korea is publicly talking about a 'decapitation unit' for Kim Jong Un”. 《Business Insider》. 2017년 9월 12일.
9. ↑  “Marine Corps launches expanded mobile unit for N.K. contingencies”. 《Yonhap News Agency》. 2016년 3월 20일.
10. ↑  “해병대, 연대급 '신속기동부대' 편성…유사시 北 침투 임무”. 《Yonhap News Agency》. 2016년 3월 20일.
11. ↑  “South Korea allocates budget for‘Decapitation Unit”. 《코리아 헤럴드》. 2017년 12월 6일.
12. ↑  “'Decapitation Unit' Will Use Suicide Drones and Grenade Machine Guns to Eliminate Kim Jong Un”. 《Newsweek》. 2017년 12월 17일.
13. ↑  “해상봉쇄 놓고 청와대-국방부 엇박자”. 《매일방송》. 2017년 12월 2일.
14. ↑  국민신문고 공개답변 - 네이버 지식인 연동
15. ↑  “South Korea Plans ‘Decapitation Unit’ to Try to Scare North’s Leaders”. 《뉴욕 타임즈》. 2017년 9월 12일. 2023년 1월 15일에 원본 문서에서 보존된 문서. 2024년 1월 11일에 확인함.